# Алија Ђерзелез
Алија Ђерзелез је епски народни јунак босанско-херцеговачких муслимана и Горанаца.
Он је заштитник правде, вере и потчињеног. У свим песмама Алија је присутан само као невидљива, измишљена личност, као фикција, неко ко се чека и ко ће доћи да их ослободи од ропства. Он је представљен као човек из народа, који пашама и везирима пресуђује, који сме свакоме изаћи на мегдан, победити га чак и голим рукама, а ипак је у победи над противником меког срца и племените душе. Појављује се свугде где треба заштитити народ, рају, долети на својем ату — сличан је змају, лети на своме Пегазу, коњ му је бео и крилат.

## Песме о Алији Ђерзелезу
Народне песме написане на словенским језицима које у називу садрже име Алије Ђерзелеза су следеће:
- Откуд је Герзелез
- Порча од Авале и Змајогњени Вук
- Ђерзелез Алија и Вук Деспотовић
- Марко Краљевић и Ђерзелез Алија
- Бановић Секул и Ђерзелез Алија
- Облачић Раде и Ђерзелез Алија
- Ђерзелез Алија и Старина Новак
- Ђерзелез Алија дели мејдан са Сибињанин Јанком
- Женидба Ђерзелез Алије
- Седам краља траже главу Ђерзелез Алије
- Јунаштво Ђерзелез Алије
- Ђерзелез Алија и три горска хајдука
- Вук Јајчанин и Ђерзелез Алија
- Комлен капетан тражи главу Ђерзелез Алије
- Ђерзелез Алија и бан од Карлова
- Задарски бан и Ђерзелез Алија
- Смрт Ђерзелез Алије
- Ђерзелез Алија иде у Току
- Токалија краљ тражи главу Ђерзелез Алије
- Ђерзелезово боловање (разболе се Ђерзелезе на Косову равну пољу)

## Вук КараџићиИво Андрићо Алији Ђерзелезу
Вук Стефановић Караџић је записао народну песму Порча од Авале и Змајогњени Вук у коме се спомиње Алија Ђерзелез, а Андрићева прва приповетка била је управо о овом митском јунаку. Иво Андрић је у свом делу Пут Алије Ђерзелеза 1920. године представио Алију Ђерзелеза лишеног свих оних атрибута митске величанствености које му је епска народна умотворина придодала и преувеличала. Он га је приказао са свим оним особинама, манама и врлинама, које сваки човек поседује. Његовог прослављеног коња сада је свако могао додирнути, а Алијин изглед сада је свако могао видети. Овај митски јунак сада је на заласку свога сјаја и прича и смеје се са обичним људима. У приповетки су приказане Алијине неостварене љубави и останак у наручју жене која није она ка којој је стремио.